# الكيال (لودر)

تعديل مصدري - تعديل

الكيال هي إحدى قرى عزلة زارة بمديرية لودر التابعة لمحافظة أبين، بلغ تعداد سكانها 288 نسمة حسب تعداد اليمن لعام 2004.